# 내일은 월드컵
내일은 월드컵은 선우엔터테인먼트가 제작한 TV 애니메이션 시리즈이다. 

## 줄거리
그라운드의 야생마 박한일, 축구천재 오세화를 주축으로 한 미래고등학교 축구부는 다듬어지지않은 실력으로 해체 위기를 맞는다. 그렇지만 축구를 좋아하는 선생님과 선수의 지옥훈련으로 마침내 대표팀으로 선발된다.